# 深沢城
深沢城（ふかさわじょう）は、静岡県御殿場市にあった日本の城。一部の遺構は現存する。 馬伏川と抜川の合流地点の丘に配された、地形を生かした要害であった。静岡県指定史跡。

## 歴史
起源は深沢氏の城館であり、16世紀初頭に今川氏の今川氏親が国境と街道の守備のため深沢城として築城した。1568年に武田信玄が一時占領するが1570年には北条氏康・氏政父子が38,000の軍勢で攻略し占拠、北条綱成を城主として配置した。しかし同年末には武田信玄が大軍を率いて包囲、結局翌年の1571年に北条綱成は深沢城を退去し、深沢城はふたたび武田家の支配下となった。この包囲戦において、武田方は力攻めを採用しなかった。まず降伏勧告や守備側の戦意を低下させる矢文による揺さぶりを用いた。
また、深沢城攻めにおいては甲斐国内の黒川金山（甲州市塩山）の金山衆を動員した破壊工作が大きな成果をあげ、のちに金山衆へは各種税の免除といった報酬が与えられた。武田信玄による再征服後は改修され、天正10年（1582年）3月まで武田方の城として利用された。年未詳10月27日には城主と考えられている駒井昌直が「居城」である深沢城の防備と、後北条方の足柄城の様子を伺うことを命じられている。年代は元亀2年もしくは天正7年・翌8年に推定されており、昌直のほか駒井宮内大輔、内山城代・小山田虎満の子である小山田大学助も在城している。小山田大学助は天正10年（1582年）3月の織田・徳川連合軍の武田領侵攻に際して信濃高遠城へ移っている。深沢城は武田氏が滅亡すると深沢城に火をかけて、昌直らは退去した。
その後同地が徳川氏の所領になると、深沢城は北条氏への備えとして再建され三宅康貞が守備した。しかし1590年に北条氏が滅亡するとその役目を終え、深沢城は破却された。遺構として残存しているものは武田氏の統治時代に形成された丸馬出や、その前面の三日月堀などのみで、これら以外の大部分は個人所有の農地や宅地となっている。1960年には静岡県の史跡に指定された。

## アクセス
- 富士急モビリティ上野線、駿河小山線、冨士霊園線（御殿場霊園線）清後停留所から、徒歩約15分。
- 富士急モビリティ小山高校線「宮沢橋」停留所から、徒歩約5分。

- 東名御殿場ICから車で約10分。